# Up the Ladder to the Roof
"Up the Ladder to the Roof" is een hitsingle van de Amerikaanse meidengroep The Supremes. Het was de eerste single die uitgebracht werd zonder dat Diana Ross deel van de groep uitmaakte. Zij had The Supremes toen verlaten voor een solocarrière. Als vervanger van Ross was Jean Terrell bij de groep gekomen. De single was een groot succes. Het haalde zowel de top 10 als de pop- en R&B-lijst in de Verenigde Staten en ook de top 10 in het Verenigd Koninkrijk. Naast dat "Up the Ladder to the Roof" het eerste nummer met Jean Terrell als lead was, was het ook de eerste single sinds "Reflections" die de top 10 in het Verenigd Koninkrijk haalde. Het was zelfs voor het eerst dat een nummer van The Supremes het beter deed in Groot-Brittannië dan in de Verenigde Staten. Ook was "Up the Ladder to the Roof" het eerste nummer dat weer onder de naam "The Supremes" in plaats van "Diana Ross & The Supremes" verscheen. Frank Wilson, de producer van het nummer, had met dit nummer zijn eerste productie die hij alleen had produceerde. "Up the Ladder to the Roof" kende dus veel primeurs.
Het nummer gaat erover dat de vertelster, Jean Terrell, voor altijd bij haar geliefde wil zijn. Dit betekent ook in het hiernamaals. Daarom zingt zij "Up the ladder to the roof, where we can be closer to heaven" (Via de ladder naar het dak, waar we dichter bij de hemel kunnen zijn).
Het nummer is meerdere malen gecoverd, onder andere door The Nylons in a capella. Hun versie verscheen in de film Made in Heaven. Ook in de sitcom Living Single wordt het nummer gezongen door onder andere ex-Motown artiest Queen Latifah.
Tijdens de release van het nummer werd ook "Reach Out and Touch (Somebody's Hand)" van Diana Ross uitgebracht. Opvallend genoeg deed "Up the Ladder to the Roof" het beter dan het nummer van Ross. Dit zou nog een aantal keer voorkomen, want in het begin van de carrière van Diana Ross deden haar singles het niet erg goed, op "Ain't No Mountain High Enough", een remake van de hit van Tammi Terrell, geen familie van Jean, en Marvin Gaye, na. Tussen 1970 en 1972 hadden The Supremes ook groot succes in het Verenigd Koninkrijk met 5 singles achter elkaar in de top 10. Wat zij echter nooit behaald hebben, na het vertrek van Diana Ross, was een nummer 1-hit in de VS of Groot-Brittannië. Dit behaalde Ross wel.

## Bezetting
- Lead: Jean Terrell
- Achtergrondzangeressen: Mary Wilson en Cindy Birdsong
- Instrumentatie: The Funk Brothers
- Schrijvers: Frank Wilson en Vincent DiMirco
- Productie: Frank Wilson